# N&A mensile italiano del soccorso
N&A Mensile Italiano del Soccorso è stata una rivista di medicina italiana fondata nel 1991 che si occupava di medicina d'urgenza extraospedaliera. 
Autore ed editore fu Giorgio Patrizio Nannini, ideatore e creatore del Servizio 118 ed esperto di mezzi di soccorso. Con lui nacque la Nannini Editore con sede in Pistoia, che fu la prima ed unica casa editrice che si occupò di promuovere una rivista per il personale soccorritore e volontario che faceva servizio sulle autoambulanze. 
La rivista è stata pubblicata fino al 2018.